# فردریک‌تاون (پنسیلوانیا)
فردریک‌تاون (به انگلیسی: Fredericktown) یک منطقهٔ مسکونی در ایالات متحده آمریکا است که در شهرستان واشینگتن، پنسیلوانیا واقع شده‌است. فردریک‌تاون ۴۰۳ نفر جمعیت دارد.